# Port lotniczy Taechon
Port lotniczy Taechon – port lotniczy położony w powiecie T’aech’ŏn, w prowincji P’yŏngan Północny, w Korei Północnej. Użytkowany w celach wojskowych.

## Drogi startowe i operacje lotnicze
Operacje lotnicze wykonywane są z asfaltowej drogi startowej:
- RWY 11/29, 1966 × 59 m